# (11844) Ostwald
(11844) Ostwald ist ein Asteroid des äußeren Hauptgürtels, der am 22. August 1987 von dem belgischen Astronomen Eric Walter Elst am La-Silla-Observatorium der Europäischen Südsternwarte in Chile (IAU-Code 809) entdeckt wurde. Unbestätigte Sichtungen des Asteroiden hatte es vorher schon mehrere gegeben: am 25. Mai 1972 unter der vorläufigen Bezeichnung 1952 KF1 am argentinischen Observatorio Astronómico de La Plata sowie im September 1976 am Krim-Observatorium in Nautschnyj (1976 SV3).
Der Asteroid gehört der Themis-Familie an, einer Gruppe von Asteroiden, die nach (24) Themis benannt wurde.
(11844) Ostwald wurde am 26. September 2007 nach dem deutsch-baltischen Chemiker Wilhelm Ostwald benannt, der 1909 den Nobelpreis für Chemie erhielt, „als Anerkennung für seine Arbeiten über die Katalyse sowie für seine grundlegenden Untersuchungen über chemische Gleichgewichtsverhältnisse und Reaktionsgeschwindigkeiten“. Nach Wilhelm Ostwald war schon 1970 ein Mondkrater der nördlichen Mondhemisphäre benannt worden: Mondkrater Ostwald.